# Manuel Wintzheimer
Manuel Paul Wintzheimer (* 10. Januar 1999 in Arnstein) ist ein deutscher Fußballspieler. Der Stürmer wurde mehrere Jahre lang beim FC Bayern München ausgebildet und steht aktuell beim 1. FC Schweinfurt 05 unter Vertrag. Zudem bestritt er zahlreiche Einsätze für die Nachwuchs-Nationalmannschaften des DFB.

## Karriere

### Vereine

#### Anfänge in Bayern
Wintzheimer wurde im unterfränkischen Arnstein geboren und begann beim ortsansässigen 1. FC Arnstein mit dem Fußballspielen. Über den 1. FC Schweinfurt 05 wechselte er 2010 in das Nachwuchsleistungszentrum der SpVgg Greuther Fürth, bevor er 2013 mit 14 Jahren in jenes des FC Bayern München wechselte. In der Saison 2015/16 wurde der Stürmer in der B-Junioren-Bundesliga mit 23 Toren in 18 Einsätzen, 14 davon in den ersten acht Spielen, Torschützenkönig der Staffel Süd/Südwest. Zur Saison 2016/17 rückte er in die A-Jugend-Mannschaft auf und kam regelmäßig in der A-Junioren-Bundesliga zum Einsatz. In seiner ersten Saison erzielte er in 24 Einsätzen 14 Tore. Am Ende der Saison erreichte er mit seiner Mannschaft das Finale der deutschen A-Junioren-Meisterschaft und unterlag mit ihr im Elfmeterschießen gegen Borussia Dortmund. In der Saison 2017/18 erzielte er 26 Tore in 26 Einsätzen sowie sechs Tore in fünf Einsätzen in der UEFA Youth League. In der Hinrunde der Regionalligasaison 2017/18 kam er außerdem zu fünf Einsätzen für die zweite Mannschaft des FC Bayern in der viertklassigen Regionalliga Bayern, in denen er vier Tore erzielte. Am 31. Oktober 2017 gehörte er unter dem Trainer Jupp Heynckes dem Profikader für das Champions-League-Spiel gegen Celtic Glasgow an, wurde beim 2:1-Auswärtssieg jedoch nicht eingewechselt. Für seine Leistungen wurde er in der Altersklasse U19 hinter Kai Havertz und Arne Maier mit der bronzenen Fritz-Walter-Medaille ausgezeichnet.

#### Erster Profivertrag beim HSV
Zur Saison 2018/19 wechselte er nach dem Auslaufen seines Vertrages in die 2. Bundesliga zum Hamburger SV. Er unterschrieb beim Bundesliga-Absteiger seinen ersten Profivertrag mit einer Laufzeit bis zum 30. Juni 2022. Unter dem Cheftrainer Christian Titz und dessen Nachfolger Hannes Wolf kam er hinter Pierre-Michel Lasogga, Hee-Chan Hwang und Fiete Arp zunächst nicht zum Einsatz und wurde, um Spielpraxis sammeln zu können, in der zweiten Mannschaft in der viertklassigen Regionalliga Nord eingesetzt. Nachdem er in elf Regionalligaspielen zwei Tore erzielt hatte, debütierte er am 18. Spieltag unter Wolf in der 2. Bundesliga, als er bei der 1:3-Niederlage gegen Holstein Kiel in der Schlussphase eingewechselt wurde. Nach der Winterpause kam er zunächst zu fünf Einsätzen in der zweiten Mannschaft und erzielte drei Tore. Bei seinem zweiten Einsatz in der 2. Bundesliga am 15. April 2019 erzielte er beim 1:1-Unentschieden gegen den 1. FC Köln nach seiner Einwechslung in der Schlussphase den Ausgleich. Bis zum Saisonende folgten zwei weitere Tore; insgesamt bestritt Wintzheimer in seiner Premierensaison für den HSV sieben Zweit- (3 Tore) und 16 Regionalligaspiele (5 Tore).

#### Leihe zum VfL Bochum
Nachdem Wintzheimer unter dem neuen Cheftrainer Dieter Hecking hinter dem Neuzugang Lukas Hinterseer und Leihrückkehrer Bobby Wood an den ersten fünf Spieltagen der Saison 2019/20 lediglich je einmal in der Liga und im DFB-Pokal eingewechselt worden war, wechselte er Anfang September 2019 bis zum Saisonende auf Leihbasis zum Ligakonkurrenten VfL Bochum. Unter Thomas Reis kam Wintzheimer im Sturmzentrum hinter Silvère Ganvoula, der mit 13 Toren bester Torschütze der Bochumer war, zu 20 Einsätzen (neunmal von Beginn an), in denen er drei Tore erzielte.

#### Rückkehr zum HSV
Zur Saison 2020/21 kehrte Wintzheimer zum Hamburger SV zurück, der während seiner Abwesenheit erneut als Viertplatzierter den Wiederaufstieg verpasst hatte. Zum Saisonbeginn gehörte der Stürmer zum Stammpersonal und konnte bis zum 9. Spieltag 2 Tore und 6 Vorlagen vorweisen. Dabei spielte Wintzheimer unter dem neuen Cheftrainer Daniel Thioune, der das Spielsystem in dieser Phase oft variierte, entweder als zweite Spitze neben Simon Terodde, auf dem Flügel oder im offensiven Mittelfeld. Ab dem 13. Spieltag setzte Thioune allerdings auf ein 4-3-3-System mit gelernten Flügelspielern. Während im Sturmzentrum an Terodde, der in der Hinrunde in fast jedem Spiel ein Tor erzielte, kein Vorbeikommen war, wurden ihm auf den Außenbahnen Sonny Kittel und Bakery Jatta sowie teilweise Khaled Narey vorgezogen. Am 26. Spieltag kehrte Wintzheimer in die Startelf zurück und wurde in der Schlussphase der Saison wieder vermehrt von Beginn aufgeboten. Er kam auf 32 Zweitligaeinsätze (16-mal von Beginn), in denen er 3 Tore erzielte und 12 weitere vorbereitete, womit er der drittbesten Vorlagengeber der Saison war. Der HSV wurde zum dritten Mal in Folge Vierter und verpasste erneut den Wiederaufstieg.
In der Saison 2022/23 kam Wintzheimer unter dem neuen Cheftrainer Tim Walter nicht über den Status des Reservisten hinaus. Im Sturmzentrum vertraute Walter auf den Neuzugang Robert Glatzel, der in allen Ligaspielen in der Startelf stand. Auf den Außen kamen meist Kittel, Jatta, Faride Alidou und zeitweise Giorgi Tschakwetadse zu Startelfeinsätzen. Zudem wurde ihm bei Einwechslungen insbesondere gegen Saisonende Mikkel Kaufmann vorgezogen, sodass er ab dem 28. Spieltag nur noch zu 3 Kurzeinsätzen kam. Wintzheimer absolvierte 27 Zweitligaeinsätze und erzielte 2 Tore, stand jedoch nur 4-mal in der Startelf. Der HSV belegte den 3. Platz und scheiterte in der anschließenden Relegation an Hertha BSC; Wintzheimer wurde bei beiden Spielen nicht eingesetzt.

#### Über Nürnberg nach Braunschweig, Bielefeld und Essen
Nach seinem Vertragsende beim HSV kehrte Wintzheimer zur Saison 2022/23 in seine fränkische Heimat zurück und schloss sich ablösefrei dem 1. FC Nürnberg an. Er traf dort auf den Sportvorstand Dieter Hecking, der ihn kurzzeitig beim HSV trainiert hatte, sowie auf Jan Gyamerah, der ebenfalls von Hamburg nach Nürnberg gewechselt war. Unter Robert Klauß und dessen Nachfolger Markus Weinzierl kam er bis zur Winterpause auf 11 Ligaeinsätze, in denen er ein Tor erzielte. Jedoch stand der Offensivspieler nur einmal in der Startelf.
Anfang Januar 2023 wechselte Wintzheimer bis zum Saisonende auf Leihbasis zum Ligakonkurrenten Eintracht Braunschweig. Im Sommer 2023 wurde er für die Saison 2023/24 an den Drittligisten Arminia Bielefeld verliehen. Mit der Arminia gewann er den Westfalenpokal 2023/24 durch einen 3:1-Sieg über den SC Verl.
Zur Saison 2024/25 folgte eine Leihe zu Rot-Weiss Essen, für die er 16 Spiele in der 3. Liga bestritt.

#### Rückkehr zu seinem Jugendverein
Im Juli 2025 wechselte Wintzheimer zum 1. FC Schweinfurt 05.

### Nationalmannschaft
Wintzheimer spielte zwischen November 2013 und Mai 2014 viermal für die U15-Nationalmannschaft. Zwischen November 2015 und Februar 2016 spielte er ebenfalls viermal in der U17-Auswahl und erzielte zwei Tore. Von November 2016 bis März 2017 kam er zu sechs Länderspielen in der U18-Auswahl, in denen er ein Tor erzielte. Von August 2017 bis März 2018 spielte er achtmal für die U19-Auswahl, sechs der Einsätze erfolgten im Rahmen der Qualifikation für die U19-Europameisterschaft in Finnland. Mit fünf Treffern war Wintzheimer hinter dem Leverkusener Kai Havertz zweitbester Torschütze des Teams, das am Ende jedoch den Norwegern um Erling Haaland die Qualifikation für das Endturnier überlassen musste.
Weiter ging es für Wintzheimer ab September 2018 in der U20-Auswahl, für die er bis November 2019 in 12 Spielen drei Tore erzielte. Aufgrund der Corona-Pandemie ruhte der Spielbetrieb im Juniorenbereich vorübergehend, im November 2020 kam Wintzheimer zu zwei Einsätzen für die U21-Nationalmannschaft. In das Aufgebot für die U21-Europameisterschaft 2021 in Slowenien und Ungarn schaffte es der Stürmer unter Stefan Kuntz allerdings nicht.

## Titel und Auszeichnungen
Titel
- Westfalenpokalsieger: 2024
- Niederrheinpokalsieger: 2025
- Meister der A-Junioren-Bundesliga Süd/Südwest: 2017

Auszeichnungen
- Träger der Fritz-Walter-Medaille: 2018 in Bronze (U19)
- Torschützenkönig der B-Junioren-Bundesliga Süd/Südwest 2015/16
- Torschützenkönig der A-Junioren-Bundesliga 2017/18 Staffel Süd/Südwest 2018